# Tony Estanguet
Tony Estanguet (født 6. maj 1978 i Pau) er en fransk tidligere kanoroer, der var en af verdens absolut stærkeste i slalom i enerkano i begyndelsen af 2000'erne. Efter sin aktive karriere blev han præsident for arrangementkomitéen til OL 2024 i Paris.

## Kanokarriere
Estanguets første store resultat kom i 1997, da han var med til at vinde VM-sølv for i slalom for enerkanohold, hvilket blev fulgt op i 1999 med en VM-bronzemedalje i samme disciplin. Hans første individuelle resultat kom, da han i 2000 vandt EM i slalom i enerkano, og han var derfor blandt favoritterne ved OL samme år i Sydney. Blandt hans største konkurrenter var landsmanden Emmanuel Brugvin, der var regerende verdensmester, samt slovakken Michal Martikán, der var regerende olympisk mester. Martikán vandt kvalifikationsrunden, mens Estanguet her blev nummer to. De otte bedste fra kvalifikationen gik i finalen, og her vandt Estanguet første gennemløb foran en anden slovak, Juraj Minčík. I andet gennemløb var Martikán hurtigst, men med en tredjeplads sikrede Estanguet sig guldet med 231,87 point foran Martikán med 233,76 point, mens Minčík fik bronze med 234,22 point.
I 2002 vandt han EM-sølv individuelt, og i 2003 vandt han VM-sølv både individuelt og for hold. Ved OL 2004 i Athen var han igen blandt de store favoritter, og atter var Martikán blandt hans største rivaler. Slovakken vandt kvalifikationsrunden og semifinalen, i begge tilfælde med Estanguet på andenpladsen. I finalen var Martikán bedst i første gennemløb, endnu engang lige foran Estanguet, men i andet gennemløb var tyskeren Stefan Pfannmöller bedst, mens Estanguet blev nummer tre og Martikán nummer fire. Samlet betød det, at Estanguet forsvarede sin OL-guldmedalje med 189,16 point, mens Martikán igen fik sølv med 189,28 point, og Pfannmöller fik bronze med 191,56 point.
I 2005 vandt Estanguet VM-sølv individuelt og -guld i holddisciplinen, og i 2006 vandt han både EM- og VM-guld individuelt. I 2007 var han med til at vinde EM-bronze og VM-guld for hold samt VM-sølv individuelt. Ved OL 2008 i Beijing måtte Estanguet skuffende nøjes med en niendeplads. Ved disse lege var han fransk flagbærer ved både åbnings- og afslutningsceremonien. Trods OL-skuffelsen var hans karriere dog ikke slut, hvilket han viste året efter, da han vandt VM-guld både individuelt og for hold samt EM-sølv for hold. I 2010 var han med til at vinde VM-guld og EM-bronze, og i 2011 vandt han EM-guld både individuelt og for hold, inden han som optakt til OL 2012 i London vandt EM-sølv individuelt og -bronze for hold. Ved legene skulle han revanchere sig for sin indsats i Beijing, hvor hans evige rival, Martikán, havde vundet guldet, og slovakken var endnu engang bedst i indledende runde, hvor Estanguet blot blev nummer syv. I semifinalen var han dog bedre end Martikán, men bedst var tyske Sideris Tasiadis. I finalen satte Martikán bedste tid, men den blev forbedret af Estanguet, der dermed vandt sin tredje OL-guldmedalje, og Tasiadis sikrede sig med et godt løb sølvet, mens Martikán for første gang måtte nøjes med en bronzemedalje. Mod slutningen af samme sæson indstillede han sin aktive karriere.

## Senere karriere
Kort inden, han indstillede den aktive karriere, var Estanguet blevet indvalgt i IOC's atletkomité, gældende fra 2013. Her sad han til 2021, og i 2018 blev han præsident for arrangementskomitéen for OL 2024 og PL 2024 i Paris.

## Hæder
- Ridder af Légion d'honneur[7]
- Kommandør af Ordre national du Mérite[8]

## Familie
Tony Estanguet er søn af Henri Estanguet, der selv var en kanoroer og i den internationale elite. Tonys storebror, Patrice Estanguet, var ligeledes kanoroer og vandt bronze ved OL 1996 i Atlanta. Han var også med til at vinde flere af de holdmedaljer, som Tony Estanguet vandt.